# Begonia discrepans
Begonia discrepans là một loài thực vật có hoa trong họ Thu hải đường. Loài này được Irmsch. mô tả khoa học đầu tiên năm 1953.